# Primera División 1980 (Chili)
In 1980 werd het 48ste seizoen gespeeld van de Primera División, de hoogste voetbalklasse van Chili. Cobreloa werd kampioen. 

## Eindstand
| Plaats | Club                    | Wed. | W  | G  | V  | Saldo | Ptn. |
| ------ | ----------------------- | ---- | -- | -- | -- | ----- | ---- |
| 1      | Cobreloa +1             | 34   | 17 | 13 | 4  | 51:25 | 48   |
| 2      | Universidad de Chile +1 | 34   | 16 | 12 | 6  | 38:21 | 45   |
| 3      | Colo-Colo +1            | 34   | 16 | 10 | 8  | 76:40 | 43   |
| 4      | Deportes Concepción     | 34   | 15 | 11 | 8  | 64:49 | 41   |
| 5      | O'Higgins               | 34   | 15 | 10 | 9  | 47:32 | 40   |
| 6      | Unión Española          | 34   | 14 | 11 | 9  | 57:40 | 39   |
| 7      | Everton                 | 34   | 13 | 10 | 11 | 53:43 | 36   |
| 8      | Magallanes (P)          | 34   | 11 | 14 | 9  | 31:32 | 36   |
| 9      | Palestino               | 34   | 12 | 11 | 11 | 47:42 | 35   |
| 10     | Universidad Católica    | 34   | 12 | 11 | 11 | 48:48 | 35   |
| 11     | Audax Italiano          | 34   | 11 | 12 | 11 | 40:40 | 34   |
| 12     | Naval                   | 34   | 12 | 10 | 12 | 35:45 | 34   |
| 13     | Deportes Aviación       | 34   | 9  | 13 | 12 | 38:53 | 31   |
| 14     | Deportes Iquique +2 (P) | 34   | 7  | 14 | 13 | 32:51 | 30   |
| 15     | Coquimbo Unido          | 34   | 5  | 15 | 14 | 30:52 | 25   |
| 16     | Lota Schwager           | 34   | 7  | 10 | 17 | 35:57 | 24   |
| 17     | Santiago Wanderers      | 34   | 5  | 13 | 16 | 35:52 | 23   |
| 18     | Green Cross-Temuco      | 34   | 5  | 8  | 21 | 26:61 | 18   |

|     | Kampioen                                                              |
|     | Gekwalificeerd voor Pre-Libertadores                                  |
|     | Degradatie-eindronde                                                  |
|     | Degradatie                                                            |
| (P) | Promovendus                                                           |
| +2  | Twee bonuspunten voor het winnen van de Copa Chile                    |
| +1  | Eén bonuspunt voor het bereiken van de halve finale van de Copa Chile |

### Pre-Libertadores
| Plaats | Club                 | Wed. | W | G | V | Saldo | Ptn. |
| ------ | -------------------- | ---- | - | - | - | ----- | ---- |
| 1      | Colo-Colo            | 6    | 3 | 2 | 1 | 14:7  | 8    |
| 2      | Universidad de Chile | 6    | 3 | 2 | 1 | 6:6   | 8    |
| 3      | O'Higgins            | 6    | 3 | 1 | 2 | 8:7   | 7    |
| 4      | Deportes Concepción  | 6    | 0 | 1 | 5 | 4:12  | 1    |

|  | Finale Pre-Libertadores |

Finale
|                |           |               |                      |  |
| 3 januari 1981 | Colo-Colo | 2 – 1 (0 - 1) | Universidad de Chile |  |
| 3 januari 1981 |           |               |                      |  |

### Degradatie-eindronde
| Plaats | Club               | Wed. | W | G | V | Saldo | Ptn. |
| ------ | ------------------ | ---- | - | - | - | ----- | ---- |
| 1      | Deportes Iquique   | 3    | 2 | 1 | 0 | 4:2   | 5    |
| 2      | Deportes La Serena | 3    | 1 | 2 | 0 | 4:4   | 4    |
| 3      | Deportes Aviación  | 3    | 0 | 2 | 1 | 6:6   | 2    |
| 4      | Santiago Morning   | 3    | 0 | 2 | 1 | 2:3   | 2    |

|  | Volgend jaar in Primera División |
|  | Volgend jaar in Segunda División |